# Minor Díaz
Minor Enrique Díaz Araya (Nicoya, 26 de diciembre de 1980) es un exfutbolista y Entrenador costarricense actualmente dirige al Sporting FC de la Primera división de Costa Rica.
Jugaba como delantero y se retiró en 2014. Actualmente se encuentra entre de mejores 15 goleadores históricos de la Primera División de Costa Rica con un total de 132 anotaciones, siendo además el cuarto mejor goleador histórico del Herediano con 75 goles.

## Trayectoria
Inició su carrera con el equipo AD Santa Bárbara, haciendo su debut oficial en la Primera División de Costa Rica el  27 de septiembre de 1998 en un encuentro ante el Municipal Goicoechea. En su paso con los barbareños registra 16 partidos y 7 goles. Pasaría al fútbol internacional para militar con el Karlsruher SC de la 2. Bundesliga en 1999. Con el club germano juega 6 partidos únicamente. Regresa a Costa Rica en el 2000 para jugar con el Club Sport Herediano, club con el que se mantiene durante 5 años, disputando 86 juegos y anotando 46 goles, donde 21 de esos mismos le valdrían para el título de máximo goleador en la temporada 2000-2001. En el 2005 llega a la Liga Deportiva Alajuelense donde juega por una temporada y en 32 juegos anota 11 goles. Con los manudos alcanza la Copa Interclubes Uncaf 2005. Pasaría a las filas del Club Sport Cartaginés al año siguiente, en donde estuvo por 2 temporadas; anotó 16 goles con ese club. Llega al Municipal Liberia en el 2008, equipo con el que se proclamaría campeón del Verano 2009. Posteriormente se vincularía a la UCR, en donde logra el título de goleador del Verano 2011 con 12 goles. En el 2011 el equipo universitario desciende a la Segunda División, por lo que pasaría a militar nuevamente con la Liga Deportiva Alajuelense, teniendo esta vez una escasa participación. Desde el 2012 hasta la actualidad forma parte del Herediano, equipo con el cual se proclamó campeón del Verano 2012 y del Verano 2013, así como con de los subcampeonatos en el Invierno 2012 e Invierno 2013. Se retiró en 2014 en un partido Herediano vs Amigos del Matador.
A niveles de selecciones nacionales disputó la Copa Mundial de Fútbol Sub-17 de 1997 y la Copa Mundial de Fútbol Juvenil de 1999. Además, con la selección mayor ha participado en la Copa Uncaf 2001, así y otros partidos amistosos, sumando un total de 6 apariciones con la escuadra costarricense.

### Participaciones en Copas del Mundo
| Mundial                | Sede    | Resultado        |
| ---------------------- | ------- | ---------------- |
| Mundial Sub-17 de 1997 | Egipto  | Fase de grupos   |
| Mundial Juvenil 1999   | Nigeria | Octavos de final |

## Clubes
| Club                      | País       | Año         |
| ------------------------- | ---------- | ----------- |
| Santa Bárbara             | Costa Rica | 1998 - 1999 |
| Karlsruher SC             | Alemania   | 1999 - 2000 |
| C.S Herediano             | Costa Rica | 2000 - 2005 |
| L.D Alajuelense           | Costa Rica | 2005 - 2006 |
| C.S Cartaginés            | Costa Rica | 2006 - 2008 |
| Municipal Liberia         | Costa Rica | 2008 - 2010 |
| Universidad de Costa Rica | Costa Rica | 2010 - 2011 |
| L.D Alajuelense           | Costa Rica | 2011        |
| C.S Herediano             | Costa Rica | 2012 - 2014 |
| Belén FC                  | Costa Rica | 2014        |

### Como Asistente

#### Asistente técnico
- 2015-2016: Herediano (asistente de Odir Jacques)
- 2016-2017: Herediano (asistente de Hernán Medford)
- 2018: Herediano (asistente de Jafet Soto)

### Como técnico
| Club                      | País       | Año         |
| ------------------------- | ---------- | ----------- |
| Universidad de Costa Rica | Costa Rica | 2018-2019   |
| La U Universitarios       | Costa Rica | 2019        |
| F.C Desamparados          | Costa Rica | 2019 - 2020 |
| A.D Guanacasteca          | Costa Rica | 2020 - 2021 |
| Municipal Liberia         | Costa Rica | 2021 -2025  |

## Palmarés

### Como jugador

#### Títulos nacionales
| Título                         | Club              | País       | Año  |
| ------------------------------ | ----------------- | ---------- | ---- |
| Primera División de Costa Rica | Municipal Liberia | Costa Rica | 2009 |
| Primera División de Costa Rica | Alajuelense       | Costa Rica | 2011 |
| Primera División de Costa Rica | C.S Herediano     | Costa Rica | 2012 |
| Primera División de Costa Rica | C.S Herediano     | Costa Rica | 2013 |

#### Títulos internacionales
| Título                       | Club            | Sede       | Año  |
| ---------------------------- | --------------- | ---------- | ---- |
| Copa Interclubes de la Uncaf | L.D Alajuelense | Costa Rica | 2005 |

### Como entrenador

#### Títulos nacionales
| Título                         | Club              | País       | Año  |
| ------------------------------ | ----------------- | ---------- | ---- |
| Segunda División de Costa Rica | A.D Guanacasteca  | Costa Rica | 2020 |
| Segunda División de Costa Rica | A.D Guanacasteca  | Costa Rica | 2021 |
| Segunda División de Costa Rica | Municipal Liberia | Costa Rica | 2022 |
| Segunda División de Costa Rica | Municipal Liberia | Costa Rica | 2023 |

### Distinciones individuales
| Distinción                                                      | Año  |
| --------------------------------------------------------------- | ---- |
| Máximo goleador de la Primera División de Costa Rica (21 goles) | 2001 |
| Máximo goleador de la Primera División de Costa Rica (12 goles) | 2011 |
| Mejor director técnico de la Segunda División de Costa Rica     | 2020 |